# Єжи Браун (веслувальник)
Єжи Браун (англ. Jerzy Braun, 13 квітня 1911 — 8 березня 1968) — польський академічний веслувальник.
Срібний призер Олімпійських Ігор 1932 року в складі розпашної двійки зі стерновим, бронзовий призер 1932 року в складі розпашної четвірки зі стерновим.
Срібний призер Чемпіонату Європи 1933 року в складі розпашної двійки зі стерновим, бронзовий призер 1929 року в складі розпашної четвірки без стернового.